# Cash Warren
Cash Garner Warren (* 10. Januar 1979 in Los Angeles, Kalifornien) ist ein US-amerikanischer Filmproduzent.

## Leben und Karriere
Cash Warren ist der Sohn des Schauspielers Michael Warren, bekannt aus der Serie Hill Street Blues. Er besuchte die Crossroads School in Santa Monica, Kalifornien, wo er mit Kate Hudson in einer Klasse war. Mit dem Basketballspieler Baron Davis ist er seit seiner Schulzeit eng befreundet, da sie bereits während der High School zusammen Basketball spielten. Er besucht regelmäßig seine Spiele. Er war Regieassistent und Filmproduzent in mehreren Projekten.

### Privatleben
Während der Dreharbeiten des Films Fantastic Four im Jahr 2004 lernte Warren die Schauspielerin Jessica Alba kennen. Am 27. Dezember 2007 verlobten sie sich und heirateten am 19. Mai 2008. Am 7. Juni 2008 wurde die erste Tochter des Paares geboren. Im Juli 2008 veröffentlichte das OK!-Magazin die ersten Babyfotos, für die es 1,5 Millionen Dollar gezahlt hatte. Ihre zweite Tochter kam am 13. August 2011 zur Welt. Im November 2009 geriet Warren in die Schlagzeilen, da ihm eine Affäre mit der Schauspielerin Lindsay Lohan nachgesagt wurde. Seine Ehefrau Jessica Alba dementierte die Gerüchte.